# Les 100 plus grands artistes de tous les temps selon Rolling Stone
Les 100 plus grands artistes de tous les temps (The 100 Greatest Artists of All Time) est un classement établi pour le magazine musical américain Rolling Stone. Il est publié en deux parties en 2004 et 2005, puis mis à jour en 2011. La liste se concentre principalement sur la période rock 'n' roll. Les artistes sélectionnés sont pour la plupart de langue anglaise, donc surtout américains ou britanniques. 
La liste est également accompagnée de commentaires des artistes à propos de leurs sources d'inspiration. Depuis sa publication, le classement a été cité par de nombreux magazines spécialisés et généralistes[Lesquels ?].

## Historique et méthodologie
Le classement est publié en deux éditions, en 2004 et 2005, puis est mis à jour en 2011. Celui-ci est basé sur les votes de 55 musiciens, écrivains et personnalités de l'industrie du spectacle. D'après les éditeurs, la liste se veut une « vaste étude de l'histoire du rock », englobant le rock 'n' roll, le blues, le rock indépendant, le rap et la pop contemporaine.

## Classement
Nicolas Major
- Classement disponible en lien dans la partie « Notes et références ».

## Statistiques
Dans les deux versions de la liste, les trois premières places sont attribuées à The Beatles, Bob Dylan et Elvis Presley. Viennent ensuite les Rolling Stones, Chuck Berry, Jimi Hendrix, James Brown, Little Richard, Aretha Franklin et Ray Charles. 
En 2011, Rolling Stone publie une mise à jour de son classement comprenant des modifications à partir de la 27e place. Cette nouvelle liste comprend des artistes qui n'étaient pas présents dans le classement d'origine : Queen, Metallica, Pink Floyd, Talking Heads, R.E.M., Tom Petty and the Heartbreakers et Jay-Z, tandis que d'autres artistes n'y figurent plus, tels qu'Etta James, Miles Davis, Roxy Music, N.W.A et Martha and the Vandellas. 
Les artistes mentionnés dans le classement sont majoritairement américains ou britanniques. Les rares exceptions sont AC/DC (Australie), The Band (Canada/États-Unis), Bob Marley (Jamaïque), Joni Mitchell (Canada), Lee Scratch Perry (Jamaïque — présent seulement sur le classement de 2005), Carlos Santana (Mexique/États-Unis), U2 (Irlande) et Neil Young (Canada). Tina Turner, qui a abandonné sa citoyenneté américaine après avoir obtenu la nationalité suisse en 2013, était toujours citoyenne américaine au moment de la publication du classement.
La plupart des artistes présents dans cette liste étaient actifs dans les années 1960 et 1970. 